# 雅诺什·科尔奈
雅诺什·科尔奈（英語：János Kornai，1928年1月21日—2021年10月18日），本名科尔奈·雅诺什（匈牙利語：Kornai János），匈牙利经济学家。以对东欧共产主义国家的计划经济的批评和分析著称。匈牙利科学院院士，瑞典科学院院士，哈佛大学退休教授。

## 生平
生于匈牙利布达佩斯一个犹太家庭。在厄特沃什·罗兰大学（当时称帕兹马尼·彼得大学）学习哲学期间，因阅读了马克思的《资本论》而对经济学发生兴趣，通过自学成为经济学者。后进入匈牙利共产党党报自由人民报工作，曾任经济新闻编辑。1955年因缺乏共产主义信仰而被开除。1985年出席中国巴山轮会议。
1986-2002年，任教于哈佛大学。1986年春，在美国留学和访问的许多中国经济学者茅于轼、钱颖一、王一江、李稻葵、邹恒甫、胡祖六、许成钢等都曾听过他的课。
2019年7月10日科尔奈在《金融时报》撰文，表示自己十分后悔和很多经济学家一道帮助中共政权促进经济发展，制造了当下挑战国际秩序的怪胎。2021年10月18日去世。

## 学术
1950年代，与Tamás Lipták合作提出两级计划理论，是将数学方法应用于经济规划的先驱之一。他1953年的文章Overcentralization在西方引起较多反响。
1971年的著作Anti-Equilibrium，批评了新古典经济学，尤其是一般均衡理论。
1980年，他出版了生平最重要的著作之一的《短缺经济学》，论证东欧国家出现的短缺现象并非经济计划者或者价格政策的错误，而是系统问题。

## 影响
科尔奈的《短缺经济学》等著作在1980年代对中国知识界有很大影响。